# (4564) Clayton
(4564) Clayton (1981 ET16) – planetoida z grupy pasa głównego asteroid okrążająca Słońce w ciągu 4,11 lat w średniej odległości 2,57 j.a. Odkryta 6 marca 1981 roku.